# Franc-tireur
Pour les articles homonymes, voir Franc-tireur (homonymie).
Ne pas confondre avec les mouvements de résistance Franc-Tireur et Francs-tireurs et partisans, ni avec tireur d'élite

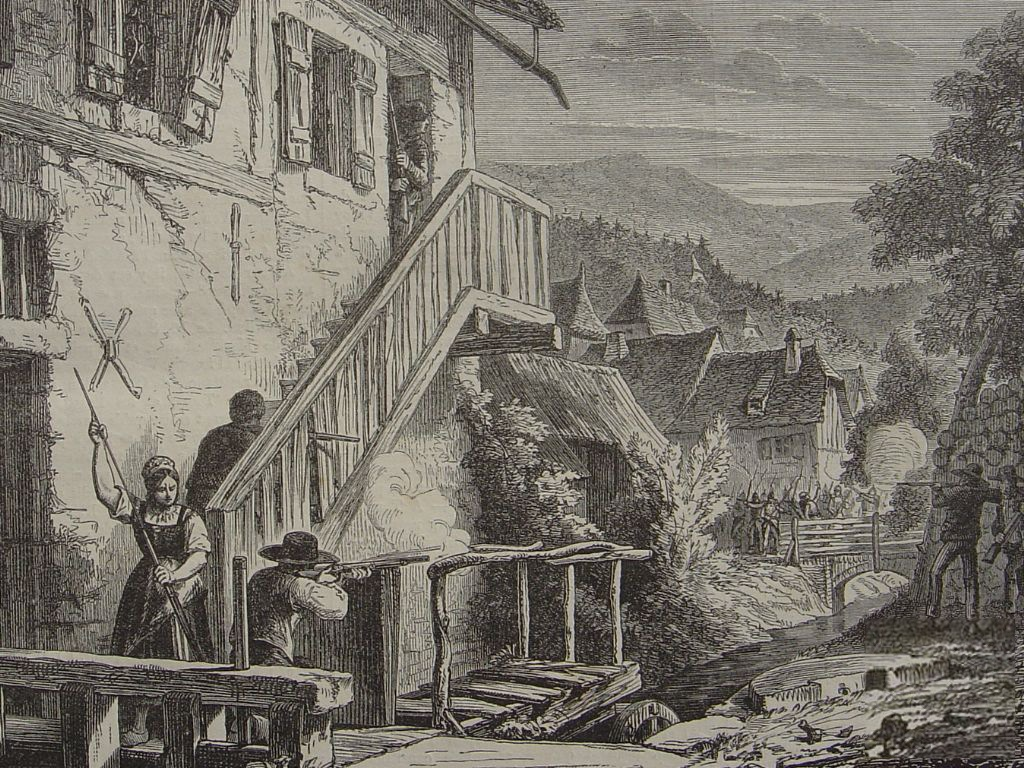
Francs-tireurs vosgiens pendant la guerre de 1870 (gravure tirée de L’Illustration Européenne, 1870).

Un franc-tireur (au pluriel : francs-tireurs) est un combattant qui fait partie d'un corps franc organisé pendant une guerre pour combattre parallèlement à l'armée régulière. Par extension, on parle généralement d'un « franc-tireur » pour qualifier une personne agissant de façon autonome, hors des structures.

## Origines

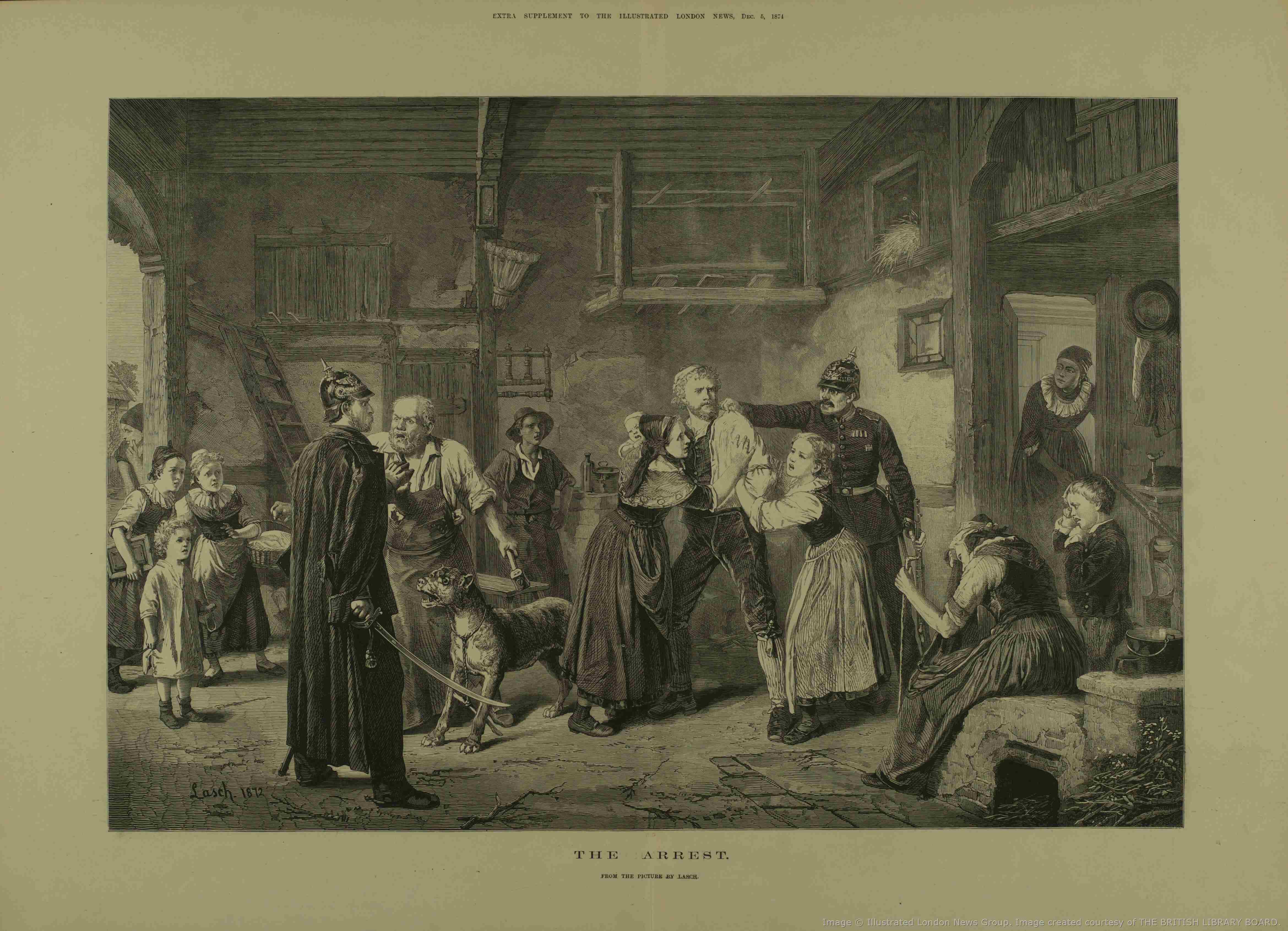
Arrestation d’un franc-tireur, par Carl-Johann Lasch (1871).

Dans les armées de la Révolution française, un franc-tireur est un soldat de certains corps d’infanterie légers.
L’appellation de franc-tireur, employée pendant le siège de Sébastopol en 1854, réapparaît pendant la guerre franco-prussienne de 1870. Il s'agit de corps de volontaires, appelés corps francs, plus ou moins organisés et plus ou moins importants qui se lèvent contre les troupes prussiennes. Le commandement allemand leur refusa la qualité de belligérant.
Par la suite, les conventions de La Haye (1899 et 1907) et de Genève (1949) accordent la qualité de combattant aux francs-tireurs à condition qu’ils se présentent en formation militaire et aient à leur tête un chef responsable pour ses hommes, qu'ils portent un signe distinctif reconnaissable à distance et enfin qu'ils portent les armes ouvertement et reconnaissent les lois de la guerre.

## Évolution
La dénomination de franc-tireur s'efface de plus en plus souvent devant celle de partisan. Entre 1941 et 1945 en France, deux mouvements de la Résistance intérieure française s'organisent :
- Franc-Tireur (résistance française), créé en zone sud par Jean-Pierre Lévy ;
- Francs-tireurs et partisans (FTP), dirigés par Charles Tillon.

## Dans la culture populaire
- Franc-Tireur est le nom d'une publication française parue vers la fin de la Seconde Guerre mondiale, en 1944.
- Franc-Tireur est le nom d'un hebdomadaire politique français créé en 2021 par Czech Media Invest (CMI).
- Le Franc-tireur est un film français de Jean-Max Causse de 1972.
- Le Franc-tireur est un téléfilm français de Maurice Failevic (coécrit avec Jean-Claude Carrière) de 1978.
- Les Francs-tireurs est une émission d'actualité diffusée sur Télé-Québec.